# Pachypleurum mutellinoides
Espèce
Synonymes
- Laserpitium mutellinoides Crantz[2]
- Laserpitium simplex L.[2]
- Ligusticum mutellinoides (Crantz) Vill.[2]
- Mutellina mutellinoides (Crantz) Holub, 1973[2]
- Neogaya simplex (L.) Meisn.
- Pachypleurum simplex (L.) Rchb.[2]

Pachypleurum mutellinoides, la Ligustique fausse mutelline, Pachypleure fausse mutelline, Ligustique naine, est une espèce de plantes à fleurs de la famille des Apiaceae et du genre Pachypleurum (sv). C'est une plante herbacée eurasiatique.

## Description
Pachypleurum mutellinoides est une plante herbacée hémicryptophyte qui atteint généralement des hauteurs de 5 à 15 cm, rarement jusqu'à 20 cm. La base de la tige est recouverte de restes de feuilles brunes, mais n'a pas de touffe de fibres. Les feuilles basales ont un contour ovale allongé, avec deux ou trois pennes, avec des extrémités de feuilles linéaires. Habituellement, aucune feuille caulinaire n'est présente ou au plus une.
La période de floraison est de juillet à août. L'inflorescence terminale à double ombelle compte 8 à 20 rayons. Les cinq à dix bractées durables ont un à trois pennes et aussi longues que les rayons de l'ombelle. Les bractées sont nombreuses. Les fleurs sont quintuples. Les pétales sont roses ou blancs.
L'akène double mesure 3 à 5 mm de long.
L'espèce a un nombre de chromosomes 2n = 22.

## Répartition
L'aire disjointe de Pachypleurum mutellinoides comprend en Europe la France, l'Italie, la Suisse, l'Allemagne, la Pologne, la Slovaquie, l'ex-Yougoslavie et la Roumanie, les parties nord et est de la Russie européenne, en Asie l'ouest de la Sibérie, le sud-est du Kazakhstan et le nord du Xinjiang.
En Europe centrale, elle pousse principalement à des altitudes comprises entre 1 800 m et 2 800 m mètres.

## Habitats
Pachypleurum mutellinoides se développe mieux sur des sols limoneux peu profonds, caillouteux, mais quelque peu riches en humus, pauvres en chaux et en azote dans un climat alpin. Elle habite les pelouses et les tapis pierreux et inégaux, mais pénètre également dans les crevasses et sur les crêtes balayées par le vent qui restent sans neige en hiver. Elle est très résistante au froid, probablement l'ombellifère la plus résistante au froid d'Europe centrale. Les racines plongent assez profondément sous terre; ceci est important non seulement pour ancrer la plante, mais aussi pour lui fournir un minimum d'eau.

## Parasitologie
La feuille a pour parasites Protomyces macrosporus et Puccinia thomasii.